# Julius Jung (Historiker)
Julius Jung (geboren 11. September 1851 in Imst, Tirol; gestorben 21. Juni 1910 in Prag) war ein österreichischer Althistoriker.

## Leben
Julius Jung, der Sohn des Beamten Valentin Jung und der Kaufmannstochter Juliane geb. Knoll, wuchs in verschiedenen Städten in Siebenbürgen auf, an die sein Vater zwischen 1854 und 1861 versetzt wurde. 1861 kehrte sein Vater infolge der politischen Entwicklung im neugeschaffenen Fürstentum Rumänien nach Tirol zurück, und Julius Jung besuchte fortan in Innsbruck das Gymnasium. Nach der Reifeprüfung (1869) studierte er Geschichte und Geografie an der Universität Innsbruck. Sein dortiger akademischer Lehrer Julius Ficker regte ihn zur Beschäftigung mit der mittelalterlichen Geschichte und zur Urkundenforschung an. Nach der Lehramtsprüfung im Februar 1873 und der Promotion zum Dr. phil. am 29. März desselben Jahres erhielt er ein Staatsstipendium, das ihm eine Fortsetzung und Vertiefung seines Studiums ermöglichte. Auf Fickers Anraten ging er an die Universität Göttingen und besuchte dort Vorlesungen über antike und mittelalterliche Geschichte (hauptsächlich bei Georg Waitz und Curt Wachsmuth). Im April 1874 wechselte er für zwei Semester an die Berliner Universität, wo Theodor Mommsen ihn von der mittelalterlichen Geschichte zur Erforschung der römischen und italischen Geschichte hinlenkte.
In den Studienjahren zu Göttingen und Berlin entstanden Jungs erste wissenschaftliche Veröffentlichungen, mit denen er sich nach seiner Rückkehr 1875 an der Universität Innsbruck für „allgemeine Geschichte“ habilitierte. Seine ersten Vorlesungen galten der griechischen und römischen sowie der mittelalterlichen Geschichte. Bereits 1877 wurde Jung, im Alter von 26 Jahren, als außerordentlicher Professor für Alte Geschichte an die Universität Prag berufen, wo er bis an sein Lebensende tätig war. 1884 wurde er zum ordentlichen Professor ernannt. Im Jahr 1886/1887 fungierte er als Dekan der Philosophischen Fakultät.
Jungs Forschungsarbeit umfasste zahlreiche Epochen und Themen vom Altertum bis zum 19. Jahrhundert. Besondere Forschungsschwerpunkte waren die historische Geografie, die Ethnogenese der romanischen Völker, die Verwaltungsgeschichte der römischen Provinz Dakien und die Kulturgeschichte des Altertums. Für seine Verdienste erhielt Jung viele Auszeichnungen: Er war korrespondierendes Ehrenmitglied der Rumänischen Akademie (ab 1879), des Vereins für siebenbürgische Landeskunde in Hermannstadt und des historisch-archäologischen Vereins in Deva (Rumänien), ordentliches Mitglied der Gesellschaft zur Förderung deutscher Wissenschaft, Kunst und Literatur in Böhmen (ab 1899) sowie korrespondierendes Mitglied des Österreichischen Archäologischen Instituts (ab 1900) und der Akademie der Wissenschaften zu Wien (ab 1901).

## Schriften (Auswahl)
- Römer und Romanen in den Donauländern. Innsbruck 1877. Zweite Auflage 1887. Neudruck Aalen 1969.
- Die romanischen Landschaften des römischen Reiches. Innsbruck 1881. Neudruck Aalen 1969.
- Leben und Sitten der Römer in der Kaiserzeit. Zwei Bände, Prag 1883–1884.
- Geographie von Italien und den römischen Provinzen (= Handbuch der Altertumswissenschaft. Bd. 3,3). München 1888.
  - Neubearbeitung: Grundriß der Geographie von Italien und dem Orbis Romanus. München 1897.
- Fasten der Provinz Dacien mit Beiträgen zur römischen Verwaltungsgeschichte. Innsbruck 1894.
- Italien und die römische Weltherrschaft. Leipzig/Wien 1900.
- Julius Ficker (1826–1902). Ein Beitrag zur deutschen Gelehrtengeschichte. Innsbruck 1907.